# Aureolaria greggii
Aureolaria greggii là loài thực vật có hoa thuộc họ Cỏ chổi. Loài này được (S.Watson) Pennell mô tả khoa học đầu tiên năm 1918.